# Кара, Анатолий Петрович
Анатолий Петрович Кара — советский хозяйственный, государственный и политический деятель.

## Биография
Родился в 1949 году в Молдавской ССР. Член КПСС.
С 1963 года — на хозяйственной, общественной и политической работе. В 1963—2009 гг. — помощник комбайнера, тракторист, электросварщик, бригадир специализированной тракторно-виноградарской бригады совхоза-завода «Дружба» Бессарабского района Молдавской ССР
Указами Президиума Верховного Совета СССР от 14 февраля 1975 года и от 12 апреля 1979 года награждён орденами Трудовой Славы 3-й и 2-й степеней.
Указом Президиума Верховного Совета СССР от 7 января 1983 года за самоотверженный высокопроизводительный труд, большие успехи, достигнутые во всесоюзном соцсоревновании в ознаменование 60-летия образования СССР, долголетнюю безупречную работу в одном хозяйстве награждён орденом Трудовой Славы 1-й степени.
Избирался депутатом Верховного Совета Молдавской ССР 10-го и 11-го созывов. Делегат XXVII съезда КПСС.
Жил в Молдове.